# Глускин, Александр Михайлович
Алекса́ндр Миха́йлович Глу́скин (24 января (5 февраля) 1899, Одесса — 18 июля 1969, Москва) — живописец, график.

## Биография
Родился в 1899 году в Одессе. Окончил Одесское коммерческое училище Императора Николая I.
Живописи учился с 1914 по 1916 годы в частной художественной школе Ю. Р. Бершадского, с 1916 по 1929 годы в Одесском художественном училище у К. К. Костанди и Ю. Р. Бершадского.
В 1920 году работал в ЮгРОСТа. В этом же году переехал в Москву, где поступил на работу в подсекцию художественного воспитания (Главсоцвосп) ИЗО Наркомпроса.
С 1945 по 1959 годы преподавал в Московской городской детской художественной школе.
Член художественных объединений «Новое общество живописцев» (НОЖ) с 1921 по 1922, «Бытие» с 1926 по 1927, Ассоциация художников революции (АХР) с 1931 по 1932.
Работы Глускина хранятся в Третьяковской галерее, Русском музее и в региональных музеях бывшего СССР.

## Участие в выставках
- 1-я народная выставка (1919)
- Персональные выставки — 1955, 1968, 1983 годы (все — в Москве).